# Jayakhani
Jayakhani (nep. जयखानी) – gaun wikas samiti w zachodniej części Nepalu w strefie Lumbini w dystrykcie Gulmi. Według nepalskiego spisu powszechnego z 2001 roku liczył on 305 gospodarstw domowych i 1713 mieszkańców (895 kobiet i 818 mężczyzn).